# Dolní Lukavice (zámek)
Zámek Dolní Lukavice se nachází ve stejnojmenné obci v okrese Plzeň-jih. Je chráněn jako kulturní památka. Kolem roku 1760 zde přes léto několikrát pobýval skladatel Joseph Haydn. Zámek je v soukromém majetku, veřejnosti je otevřen pouze příležitostně.

## Historie
Zámek stojí na místě tvrze, ve které od 15. století sídlili vladykové z Lukavice. Od poloviny 15. století tvrz vlastnil rod Lukavských z Řeneč. V roce 1596 Lukavští zámek prodali. O několik let později jej získal Jáchym Ladislav Lubský z Lub, který o něj následně přišel kvůli účasti na stavovském povstání.
V roce 1662 daroval císař Leopold I. svá práva ke statku hraběti Františku Albrechtovi z Harrachu, který Horní i Dolní Lukavici a Řenče obratem prodal Karlu Leopoldovi hraběti z Caretto-Millesima. Od něj měl v roce 1666 získat Pavel hrabě z Morzinu. Od roku 1708 byl na objednávku hraběte Ferdinanda Matyáše z Morzinu podle návrhu architekta Jakuba Augustona mladšího zámek nákladně přestavěn. Roku 1731 vysvětil zámeckou barokní kapli litoměřický biskup Jan Adam Vratislav z Mitrovic. Na bohoslužby do kaple docházela nejen šlechta, ale i obyčejný lid.

### Joseph Haydn a Dolní Lukavice (1758–1761)
Josepha Haydna pozvala do Dolní Lukavice rodina Morzinů v roce přibližně kolem roku 1757. Haydnův životopisec Georg August Griesinger (1810), který starého skladatele zpovídal, napsal:
V roce 1759 byl Haydn ve Vídni jmenován kapelníkem hraběte Morzina s ročním platem dvě stě zlatých, vlastním bytem a stravou u tabule oficiantů. Zde skladatel konečně zažíval roky bezstarostné existence, což mu nesmírně vyhovovalo. Zimu trávil ve Vídni a léto v Čechách, poblíž Plzně. 
Toto slušné zajištění mu umožnilo věnovat se zejména symfonické tvorbě. Jako hudební ředitel na zámku (Geisinger píše „Musikdirektor”, ale jiní autoři používají slovo kapelmeister), dirigoval malý orchestr, a pro toto těleso napsal své první symfonie. Zkomponoval zde nejprve symfonii zvanou Lukavická a následně i Vánoční oratorium nebo také melodii, jež se dostala až k císaři Františkovi II., který ji určil za hymnu pro celé Rakousko. Ty se brzy rozšířily, často v opisech, do tisku se však prozatím nedostaly. Haydn celý život na to období vzpomínal velmi pozitivně. Morzinové se následně dostali do finančních potíží, a proto museli roku 1761 svou přibližně patnáctičlennou kapelu rozpustit. Joseph Haydn následně odešel do služeb knížete Mikuláše Esterházyho.

### 19. a 20. století
Karel Josef František Morzin zámek prodal Karlu Bedřichu z Hatzfeldu. Od něj v 19. století zámek koupil hrabě Hugo Damian ze Schönbornu. Hrabě Ervín ze Schönbornu, byl velký milovník jízdy na koni, k čemuž upravil i zámecký park. Také často pořádal hony. Mezi prostými lidmi se vyprávělo, že uštval nejednoho koně.Schönbornové zámek vlastnili až do 30. let 20. století. V roce 1938 s okolními pozemky koupil diplomat JUDr. Ferdinand Veverka (1887–1981). Tomu byl po roce 1945 zámek znárodněn kvůli spolupráci s nacisty. Ferdinand Veverka poté emigroval.
Za komunismu zámek spravovala obec Dolní Lukavice, která opravila kus střechy a krovu. V 50. a 60. letech byla v zámku psychiatrická a protialkoholní léčebna, poté sklad léčiv. V 80. letech byl zámek dlouhodobě prázdný. Po roce 1989 zámek se zámek stal majetkem obce. Od roku 1993 byly na zámku každoročně pořádány koncerty, na kterých byla prováděna převážně díla skladatele Josefa Haydna. Několikrát se zde zčásti konal i festival Haydnovy hudební slavnosti.

### 21. století

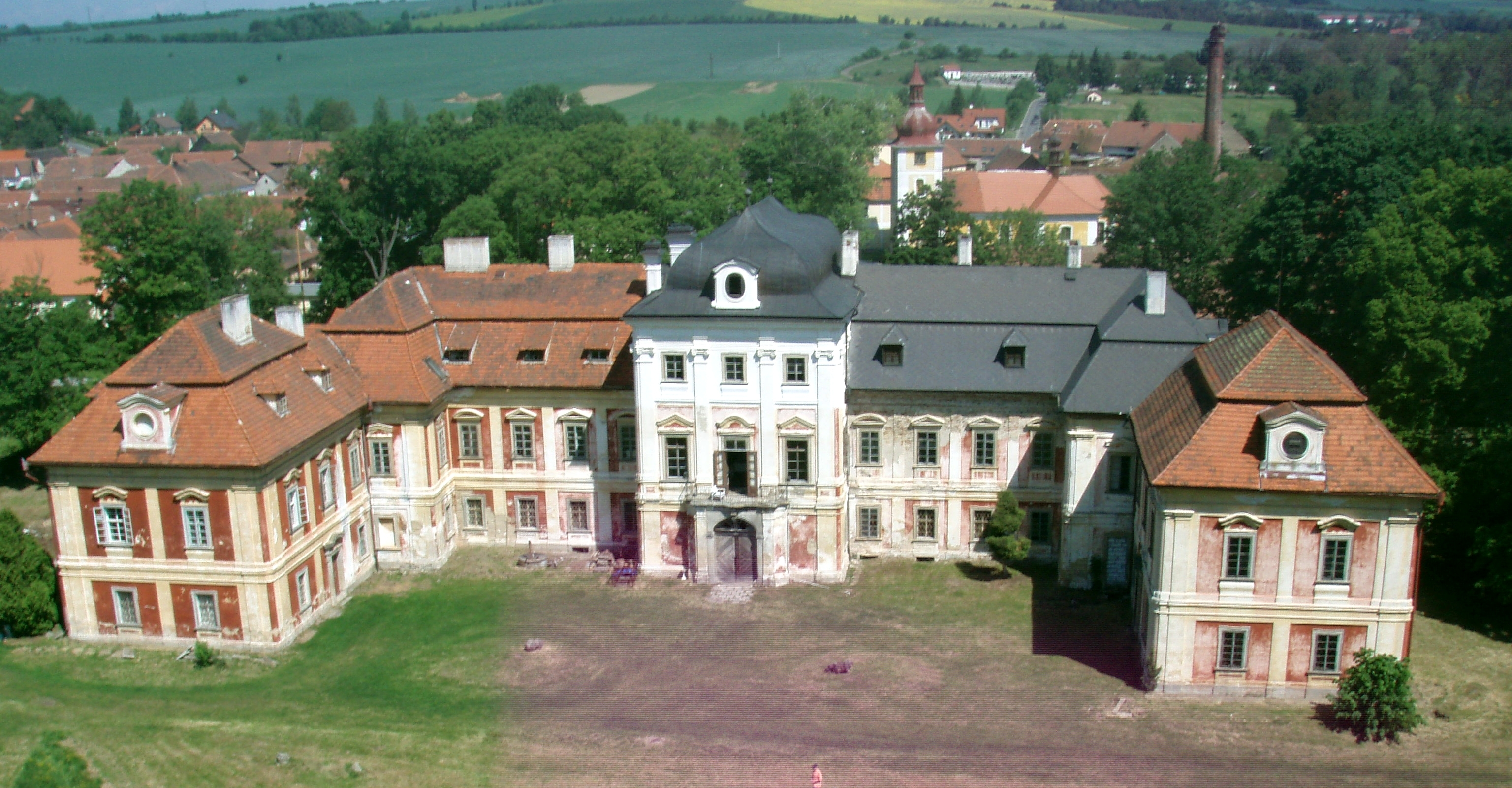
Letecký pohled na zámek

V roce 2002 byl navrácen potomkům Ferdinanda Veverky. Rodina je příbuzná s rodem Hildprandtů z Blatné, skrze sestru Ferdinanda Veverky, Cornelii (1916–2014), která se provdala za Bedřicha Hildprandta (1902–1981). Oddáni byli ve zdejší zámecké kapli. Pravnukem Ferdinanda Veverky je Zoltan Duphenieux, který bydlel v Toulouse či v Londýně a po navrácení majetku se usadil na zámku. Podle něj byl zámek v hrozném stavu, když ho rodina převzala. Do střechy zatékalo a trámy byly napadené dřevomorkou. Část zámku nový majitelé opravili za pomoci dotací, ale na další opravy již nezbyly peníze. V roce 2009 byla výjimečně zpřístupněna zámecká kaple veřejnosti. O prohlídku byl velký zájem. V roce 2010 bylo na zámku uskutečněno II. výtvarné symposium, kterého se zúčastnili výtvarníci z Dánska, Bangladéše, Německa a Mexika spolu s českými kolegy.
Viktoria Duphenieux a její syn Zoltan Duphenieux byli uvedeni v dokumentu České televize, Modrá krev (2017) v epizodě o rodu Hildprantů.
V únoru 2017 se do zámku dostali zloději, kteří ze zámku odcizili věci v minimální hodnotě 53 tisíc Kč. Byli však přistiženi a záhy je zatkla policie.

## Stavební podoba
Zámek je barokní trojkřídlá stavba se středními rizality s pavilonovou nástavbou. Střední část byla dokončena v roce 1708 a boční křídla po roce 1724. Ve střední části v přízemí je průjezdová hala. V zámku je kaple sv. Jana Nepomuckého z roku 1730, která byla vysvěcena v roce 1731. Nachází se zde velký černozlatý oltář, který je dílem Lazara Widmanna (též Widemanna). Sochy z oltáře představují svatého Václava a Vojtěcha v nadživotní velikosti. V kapli je osm do čtverce sestavených mramorových sloupů vzbuzující dojem mohutnosti. Na stopu kaple je freska od Júlia Luxe, na níž je vyobrazen svatý Jan Nepomucký.

## Zámecký park

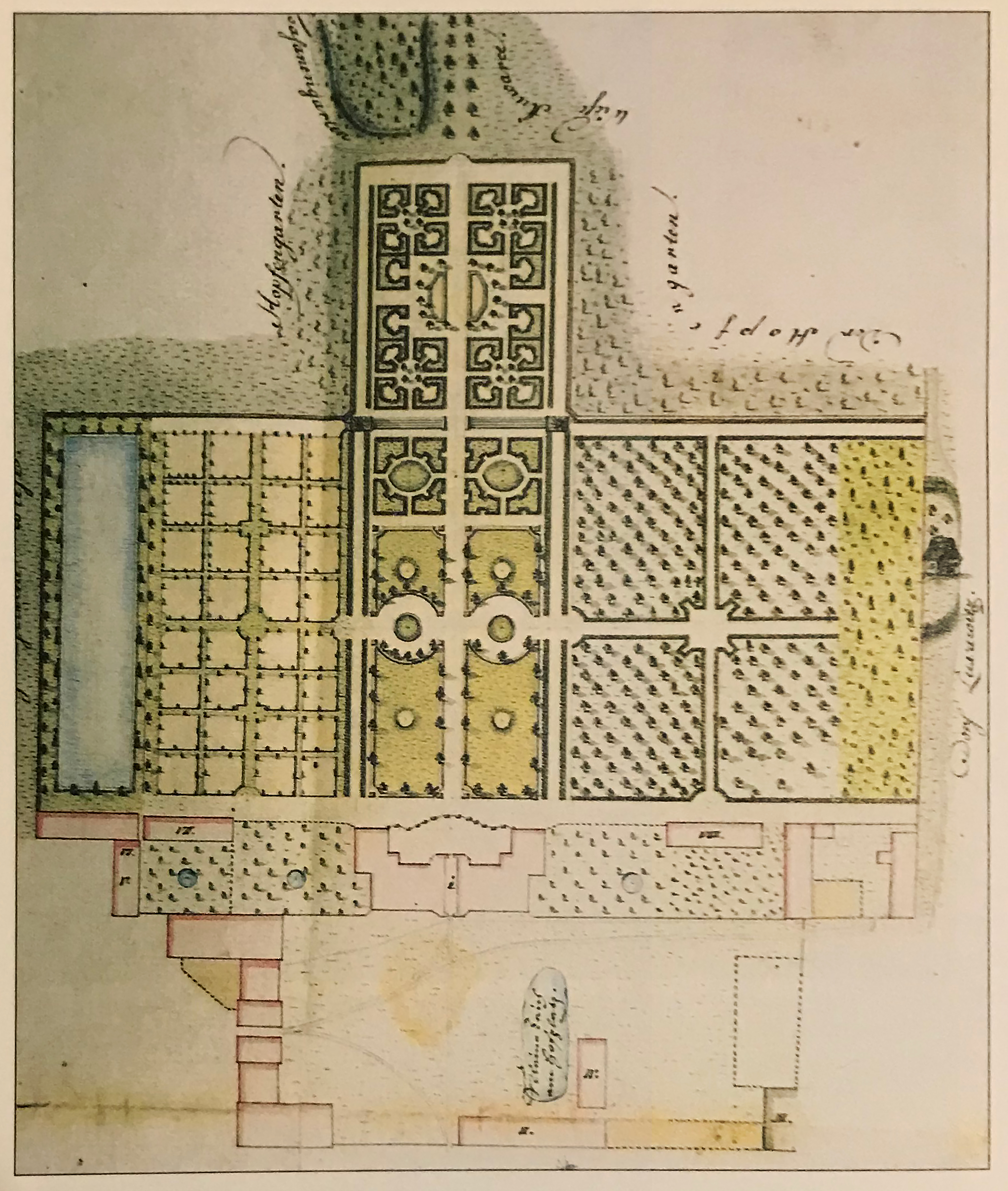
Dolní Lukavice, plán zámeckého parku z roku 1797 s půdorysem zámku a provozních budov

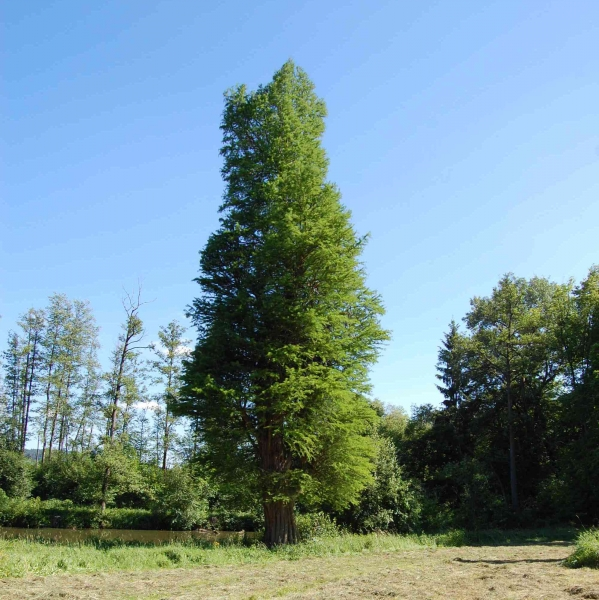
Tisovec v Dolní Lukavici

Kolem zámku se nachází park založený v první polovině 18. století Ferdinandem Maxmiliánem Morzinem. Součástí parku byla bažantnice, kde bylo chováno 40 – 50 bažantů. Zavezen byl pozůstatek vodního příkopu a vznikla zde francouzská zahrada, kterou vytvořil Jan Ferdinand Schor. Ten také v Dolní Lukavici počátkem 18. století zřizoval zámecké barokní divadlo. Mělo se jednat o menší malebné divadlo, ale není jisté zda bylo postaveno nebo z plánu sešlo.
Další úpravy byly provedeny v letech 1808–1809, kdy byl rybník obdélníkového tvaru přetvořen, aby vypadal jako přírodní jezero. Inspirací byl zámecký park ve Versailles, za jehož základech byl postaven malý antický chrám jak ukazují původní dochované plány. Kruhová stavba letohrádku určená k procházkám a odpočinku, stávala na hranici francouzské zahrady a bažantnice. Stavbu tvořily čtyři masivní antické sloupy, zakončené kruhovou stříškou. V barokní zahraně stávalo několik vytápěných skleníků s exotickými rostlinami. V okolí zámku se nacházel pivovar, vinopalna, úřední dům, myslivna, cihelna, ovčín, vinný šenk, špitál a zámecká výklenková kaple, která se nacházela v nejzazší části parku. V kapli byla socha Matky Boží, později byla přesunuta do zadní části bažantnice. Když byl zámek v majetku Schönbornů, byly rozšířeny konírny a vybudován psinec. Park byl hojně využíván k projížďkám na koních a celý byl obehnán vysokou zdí, aby nikdo nezvaný neměl do parku přístup.
Ve 20. století park zpustl, ale lze zde nalézt zbytky původní výzdoby a výsadby např. tisovec, vejmutovka, dub bahenní či javor stříbrný.

### Tisovec
Tisovec v Dolní Lukavici je nejvzácnější dřevinou v zámeckém parku. Jedná se o tisovec dvojřadý (Taxodium distichum), jehož stáří je kolem 170 let. Jedná se o nejmohutnější strom tohoto druhu, rostoucí na území České republiky. Byl zde zasazen v době, kdy zámek vlastnili hrabata z Schönbornu. Když byl měřen v roce 1998, jeho obvod činil 360 cm. V roce 2002 byl jeho obvod 392 cm a jeho koruna dosahovala do výšky 28 m, proti tomu v 70. letech dosahovala jeho výška pouze 17 m.

## Zámecký pivovar
Součástí panského statku býval pivovar. Poprvé je zmiňován v roce 1662. V 18. století byl přestavěn do své konečné barokní podoby. Pivovar významně ovlivnil rod Schönbornů, během jejichž vlastnictví pivovar vzkvétal. Vařilo se zde světlé i černé pivo. Stáčelo se do litrových lahví s keramickým uzávěrem či do sudů. Nejvyšší výnos padl mezi lety 1905–1906, kdy se vyrobilo 16 000 hl piva. K převážení piva sloužili pivovarští koně a později nákladní vůz. Situace se změnila po první světové válce, kdy Schönborny zasáhla pozemková reforma. Jejich majetek se postupně tenčil a pivovaru se již nedařilo. V letech 1929–1931 byl provoz pivovaru zastaven. Poté si jej pronajal sládek Martin Špic, který pocházel z blízkých Štěnovic. Zaměstnával okolo 20 lidí a zaučovali se zde tovaryši. I přesto se obnova pivovaru nezdařila a jeho produkce se neustále snižovala. Zámek spolu s pivovarem koupil v roce 1938 JUDr. Ferdinand Veverka. Ani tomu se s pivovarem nezadařilo a tak pivovar definitivně skončil v roce 1942. Po znárodnění v roce 1948 byl areál využíván různými podniky, čímž byl postupně devastován. Pivovar byl spolu s dalšími majetky v restitucích navrácen potomkům Ferdinanda Veverky. V současnosti (2021) je pivovar v havarijním stavu. Na komíně pivovaru pravidelně hnízdí čápi.